# Prix Booker
 (mars 2020).
Pour les articles homonymes, voir Man Booker et Booker (homonymie).
Le prix Booker (Booker Prize), créé en 1968, est un prestigieux prix littéraire britannique conféré tous les ans.
Seuls les romans de fiction rédigés en anglais sont susceptibles d'être primés ; ils doivent avoir été écrits par un auteur vivant. À la création du prix seuls les citoyens du Commonwealth, de l'Irlande, ou du Zimbabwe pouvaient concourir, mais depuis 2013, tous les romans de fiction de langue anglaise publiés au Royaume-Uni ou en Irlande sont acceptés. Le gagnant de ce prix est presque assuré d'une gloire internationale, souvent assortie d'un succès de vente pour l'ouvrage. Par exemple, selon l'éditeur, L'Histoire de Pi s'est vendu à quatre millions d'exemplaires et est distribué dans une quarantaine de pays.
Ce prix est connu sous de multiples noms en anglais :
- Booker ;
- Booker Prize (le plus commun dans la littérature anglophone) ;
- Man Booker ;
- Man Booker Prize ;
- Man Booker Prize for Fiction (le nom officiel).

## Description
La Booker Prize Foundation coordonne les activités de sélection et de promotion.
Le processus de sélection débute par la formation d'un comité consultatif formé d'un auteur, de deux éditeurs littéraires, d'un agent littéraire, d'un libraire, d'un bibliothécaire et d'un président.
Ce comité détermine alors la composition du jury pour le comité de sélection, dont la composition change chaque année, bien qu'un ancien membre puisse être à l'occasion choisi une deuxième fois. Dans le but de maintenir la réputation d'excellence du prix, les membres de ce comité sont choisis parmi des critiques littéraires réputés, des professeurs d'université, des écrivains, des intellectuels et des personnalités connues du monde des arts et des lettres.

## Historique
C'est en 1969 que la société Booker-McConnell crée et commandite le prix, lequel s'appelait à ce moment le « Booker-McConnell Prize », souvent abrégé en « Booker Prize ». Lorsque la gestion de celui-ci est transféré à la Booker Prize Foundation en 2002 et que son commanditaire principal devient la société d'investissement Man Group, le prix est renommé le « Man Booker Prize for Fiction ».
Le prix venait à l'origine avec une récompense monétaire de 21 000 livres sterling, depuis 2002, la récompense est de 50 000 livres sterling.
La fondation publie deux listes de sélection : la courte et la longue. Seuls les titres apparaissant sur la courte mènent au prix. Par ailleurs, tout auteur qui apparaît sur l'une de ces listes est assuré d'une réputation enviable.
Depuis 1992, il existe le prix Booker russe. En 2005, apparaît le prix international Man Booker qui s'adresse à tout auteur vivant, peu importe sa nationalité.

## Liste des lauréats
Par convention, le titre en français est indiqué en première ligne, lorsque le roman a été publié en langue française.
| Année                    | Auteur               | Titre                                                                                           | Genre                         | Pays                          |
| ------------------------ | -------------------- | ----------------------------------------------------------------------------------------------- | ----------------------------- | ----------------------------- |
| 1969                     | P. H. Newby          | Something to Answer For (en)                                                                    | roman                         | Royaume-Uni                   |
| 1970                     | Bernice Rubens       | The Elected Member (en)                                                                         | roman                         | Royaume-Uni                   |
| 1970 (prix rétrospectif) | J. G. Farrell        | Troubles (en)                                                                                   | roman                         | Royaume-Uni Irlande           |
| 1971                     | V. S. Naipaul        | Dis-moi qui tuer (premières parutions) Dans un État libre (nouvelles parutions) In a Free State | nouvelle                      | Royaume-Uni Trinité-et-Tobago |
| 1972                     | John Berger          | G. (en)                                                                                         | roman expérimental            | Royaume-Uni                   |
| 1973                     | J. G. Farrell        | The Siege of Krishnapur (en)                                                                    | roman                         | Royaume-Uni Irlande           |
| 1974                     | Nadine Gordimer      | Le Conservateur The Conservationist                                                             | roman                         | Afrique du Sud                |
| 1974                     | Stanley Middleton    | Holiday (en)                                                                                    | roman                         | Royaume-Uni                   |
| 1975                     | Ruth Prawer Jhabvala | Chaleur et Poussière (en) Heat and Dust                                                         | roman historique              | Royaume-Uni Allemagne         |
| 1976                     | David Storey         | Saville (en)                                                                                    | roman                         | Royaume-Uni                   |
| 1977                     | Paul Scott           | Quelques jours avant la nuit (en) Staying On                                                    | roman                         | Royaume-Uni                   |
| 1978                     | Iris Murdoch         | La Mer, la mer (en) The Sea, the Sea                                                            | roman philosophique (en)      | Irlande Royaume-Uni           |
| 1979                     | Penelope Fitzgerald  | À la dérive (en) Offshore                                                                       | roman                         | Royaume-Uni                   |
| 1980                     | William Golding      | Rites de passage Rites of Passage                                                               | roman                         | Royaume-Uni                   |
| 1981                     | Salman Rushdie       | Les Enfants de minuit Midnight's Children                                                       | réalisme magique              | Royaume-Uni                   |
| 1982                     | Thomas Keneally      | La Liste de Schindler Schindler's Ark                                                           | roman biographique            | Australie                     |
| 1983                     | J. M. Coetzee        | Michael K, sa vie, son temps Life & Times of Michael K                                          | roman                         | Afrique du Sud                |
| 1984                     | Anita Brookner       | Hôtel du lac (en)                                                                               | roman                         | Royaume-Uni                   |
| 1985                     | Keri Hulme           | The Bone People (en)                                                                            | roman à mystère               | Nouvelle-Zélande              |
| 1986                     | Kingsley Amis        | Les Vieux Diables (en) The Old Devils                                                           | roman comique                 | Royaume-Uni                   |
| 1987                     | Penelope Lively,     | Serpent de lune (en) Moon Tiger                                                                 | roman                         | Royaume-Uni                   |
| 1988                     | Peter Carey          | Oscar et Lucinda (en) Oscar and Lucinda                                                         | roman historique              | Australie                     |
| 1989                     | Kazuo Ishiguro       | Les Vestiges du jour The Remains of the Day                                                     | roman historique              | Royaume-Uni                   |
| 1990                     | A. S. Byatt          | Possession                                                                                      | roman historique              | Royaume-Uni                   |
| 1991                     | Ben Okri             | La Route de la faim (en) The Famished Road                                                      | réalisme magique              | Nigeria                       |
| 1992                     | Michael Ondaatje     | L'Homme flambé The English Patient                                                              | métafiction historiographique | Canada                        |
| 1992                     | Barry Unsworth       | Sacred Hunger (en)                                                                              | roman historique              | Royaume-Uni                   |
| 1993                     | Roddy Doyle          | Paddy Clarke Ha Ha Ha (en)                                                                      | roman                         | Irlande                       |
| 1994                     | James Kelman         | Si tard, il était si tard (en) How Late It Was, How Late                                        | courant de conscience         | Royaume-Uni                   |
| 1995                     | Pat Barker           | The Ghost Road (en)                                                                             | roman de guerre               | Royaume-Uni                   |
| 1996                     | Graham Swift         | Last Orders                                                                                     | roman                         | Royaume-Uni                   |
| 1997                     | Arundhati Roy        | Le Dieu des Petits Riens The God of Small Things                                                | roman                         | Inde                          |
| 1998                     | Ian McEwan           | Amsterdam                                                                                       | roman                         | Royaume-Uni                   |
| 1999                     | J. M. Coetzee        | Disgrâce Disgrace                                                                               | roman                         | Afrique du Sud                |
| 2000                     | Margaret Atwood      | Le Tueur aveugle (en) The Blind Assassin                                                        | roman historique              | Canada                        |
| 2001                     | Peter Carey          | La Véritable Histoire du gang Kelly (en) True History of the Kelly Gang                         | roman historique              | Australie                     |
| 2002                     | Yann Martel          | L'Histoire de Pi Life of Pi                                                                     | Fantasy et roman d'aventure   | Canada                        |
| 2003                     | DBC Pierre           | Le Bouc hémisphère (en) Vernon God Little                                                       | comédie noire                 | Australie                     |
| 2004                     | Alan Hollinghurst    | La Ligne de beauté The Line of Beauty                                                           | roman historique              | Royaume-Uni                   |
| 2005                     | John Banville        | La Mer (en) The Sea                                                                             | roman                         | Irlande                       |
| 2006                     | Kiran Desai          | La Perte en héritage (en) The Inheritance of Loss                                               | roman                         | Inde                          |
| 2007                     | Anne Enright         | Retrouvailles (en) The Gathering                                                                | roman                         | Irlande                       |
| 2008                     | Aravind Adiga        | Le Tigre blanc (en) The White Tiger                                                             | roman                         | Inde                          |
| 2009                     | Hilary Mantel        | Dans l’ombre des Tudors Wolf Hall                                                               | roman historique              | Royaume-Uni                   |
| 2010                     | Howard Jacobson      | La Question Finkler\| The Finkler Question                                                      | roman comique                 | Royaume-Uni                   |
| 2011                     | Julian Barnes        | Une fille, qui danse (en) The Sense of an Ending                                                | roman                         | Royaume-Uni                   |
| 2012                     | Hilary Mantel        | Le Pouvoir Bring Up the Bodies                                                                  | roman historique              | Royaume-Uni                   |
| 2013                     | Eleanor Catton       | Les Luminaires (en) The Luminaries                                                              | roman historique              | Nouvelle-Zélande              |
| 2014                     | Richard Flanagan     | La Route étroite vers le nord lointain The Narrow Road to the Deep North                        | roman historique              | Australie                     |
| 2015                     | Marlon James         | Brève histoire de sept meurtres A Brief History of Seven Killings                               | roman historique/expérimental | Jamaïque                      |
| 2016                     | Paul Beatty          | Moi contre les États-Unis d'Amérique The Sellout                                                | roman                         | États-Unis                    |
| 2017                     | George Saunders      | Lincoln au Bardo (en) Lincoln in the Bardo                                                      | roman                         | États-Unis                    |
| 2018                     | Anna Burns           | Milkman (en)                                                                                    | roman                         | Royaume-Uni                   |
| 2019                     | Margaret Atwood      | Les Testaments The Testaments                                                                   | roman                         | Canada                        |
| 2019                     | Bernardine Evaristo  | Fille, femme, autre Girl, Woman, Other                                                          | roman                         | Royaume-Uni, Nigeria          |
| 2020                     | Douglas Stuart       | Shuggie Bain (en)                                                                               | roman                         | Royaume-Uni                   |
| 2021                     | Damon Galgut         | The Promise                                                                                     | roman                         | Afrique du Sud                |
| 2022                     | Shehan Karunatilaka  | The Seven Moons of Maali Almeida (en)                                                           | roman                         | Sri Lanka                     |
| 2023                     | Paul Lynch           | Le Chant du prophète                                                                            | roman                         | Irlande                       |
| 2024                     | Samantha Harvey      | Orbital                                                                                         | roman                         | Royaume-Uni                   |
| 2025                     | Banu Mushtaq         | Heart Lamp (And Other Stories, 2025)                                                            | recueil d'histoires           | Inde                          |

## Quelques chiffres
- Les éditeurs peuvent soumettre des titres, tout comme les membres du comité de sélection peuvent demander d'en recevoir. En 2002, 110 ont été soumis et 10 autres ont été ajoutés à la suite de l'appel.
- La longue liste de titres est publiée pour la première fois en 2001. En 2003 elle comptait 23 titres ; en 2002, 20 et en 2001, 24.
- Pendant les premières 35 années d'existence de ce prix, il n'y a eu que cinq années où la liste comptait moins que six titres.
- Le comité peut s'enorgueillir d'avoir mis à l'honneur cinq futurs lauréats du prix Nobel de littérature au cours de leur carrière dans la catégorie Fiction : V. S. Naipaul, Nadine Gordimer, William Golding, J. M. Coetzee (qui lui l'a obtenu deux fois: en 1983 et en 1999) et Kazuo Ishiguro.